# Bruno Martini (músico)
Bruno Dalla Martha Martini (São Paulo, 1 de outubro de 1992) conhecido apenas como Bruno Martini é um músico, cantor, compositor, produtor, ator e DJ brasileiro. Filho de Gino Martini, integrante da banda musical Double You, ainda criança acompanhava seu pai nas produções de suas músicas e nos shows. Em 2005, depois de ganhar seu primeiro computador, começou a compor e produzir suas músicas. Anos mais tarde, chegou a integrar uma banda de rock.
Ainda na faculdade de engenharia, criou junto com sua colega de escola de inglês Mayra Arduini, a banda College 11, conhecida por ter sido a primeira dupla contratada da Walt Disney Records fora dos Estados Unidos. A banda lançou dois álbuns de estúdio, um de nome homônimo à banda e outro trilha sonora da série Que Talento!, onde estrelaram em 2014. A música de estreia da dupla, "When Loves Comes Around" ranqueou na posição #85 na parada de singles da Billboard Brasil Hot 100 Airplay no Brasil. Ainda destaca-se, "Till the Morning Light" e "The Bet" com participação de Bryan G, que debutaram na posição #43 e #40, respectivamente. Ainda, "En Mi Mundo" com participação de Martina Stoessel, alcançou o pico de #25 na mesma parada.
Em 2016 iniciou sua carreira solo, lançando logo depois a canção "Somewhere to Go", com participação de Stryder, nome artístico de Mayra Arduini. Porém, com o lançamento de "Hear Me Now" com parceria de Alok e participação de Marcos Zeeba, Martini ganhou projeção internacional, sendo logo depois contratado pela Universal Music Group a nível internacional. Em 2017 sendo lançado a música "Living on the Outside" pela gravadora. Em 2020, Martini colaborou com a artista norte-americana Lady Gaga para um remix de sua música "911", do álbum "Chromatica". 
Em 2021, Martini, Paula Fernandes e Elias Inácio compuseram juntos a canção "Promessinha", música nova da Paula Fernandes, para ser lançada no mesmo ano, a canção chegou ao Top 100 das canções mais executadas nas rádios segundo o Billboard Hot 100 Brasil, alcançando a posição 30.

## Biografia
Bruno Dalla Martha Martini nasceu na cidade de São Paulo, São Paulo em 1 de outubro de 1992. Filho do cantor Gino Martini, mais conhecido por fazer parte do grupo musical italiano Double You. Ele ainda tem mais duas irmãs.  Ainda criança, acompanhava seu pai no estúdio e shows, que o ensinou a tocar violão aos 8 anos. Aos 13 anos, começou a compor e produzir sua primeira música com seu primeiro notebook.
Martini cita que teve bastante facilidade em trabalhar com a música eletrônica devido a influência de seu pai: "Em todos os projetos que eu fazia eu tentava colocar um pouco de eletrônico", cita.

## Carreira

### 2010–2014: College 11 eQue Talento!
Bruno chegou a criar uma banda de rock neste meio tempo.
Martini disputava como banda adversária de sua colega de sala Mayra Arduini em uma escola de inglês, quando chamou Mayra para compor umas músicas no estúdio de seu pai. "Rolou uma química muito legal entre a gente, acabamos escrevendo umas quatro músicas", ele disse. Depois de ter sido gravado um CD demo, com a ajuda de seu pai, ele entregou o CD para músicos empresários do ramo.
Com isso, montaram a banda College 11, e acabaram sendo a primeira contratação internacional da Disney lançados internacionalmente pela companhia. O primeiro álbum da dupla de nome homônimo foi lançado em 17 de julho de 2012 pela Walt Disney Records. O primeiro single, "When Love Comes Around" chegou a entrar na trilha sonora do filme Bacalar - A Missão Vai Começar em 2011. "Go!" foi lançado logo em seguida, e debutou na posição de número 65 na parada de singles Brasil Hot 100. "Till the Morning Light" foi selecionada como terceiro single e o quarto e último do álbum, "The Bet" com participação de Bryan G chegou na #40 posição. Eles chegaram a abrir shows no país de Demi Lovato, Selena Gomez, 3OH!3, All Time Low e Cash Cash.
Depois de algumas aparições em programas da emissora, como na novela argentina Violetta e na série brasileira Quando Toca o Sino eles foram convidados a protagonizar a primeira série totalmente brasileira para o canal, denominada Que Talento!. A série é baseada na banda College 11, porém mais de uma forma mais "exagerada", como afirma Martini. Segundo André Rodrigues, roteirista do programa, este tipo de série é comum para promover bandas mundialmente.
Foi lançado a trilha sonora da série em que foram lançados dois singles, "Living Out Loud" e "We Got Talent" ambos chegaram a posição #80 na parada de singles brasileira.

### 2016–presente: Carreira solo

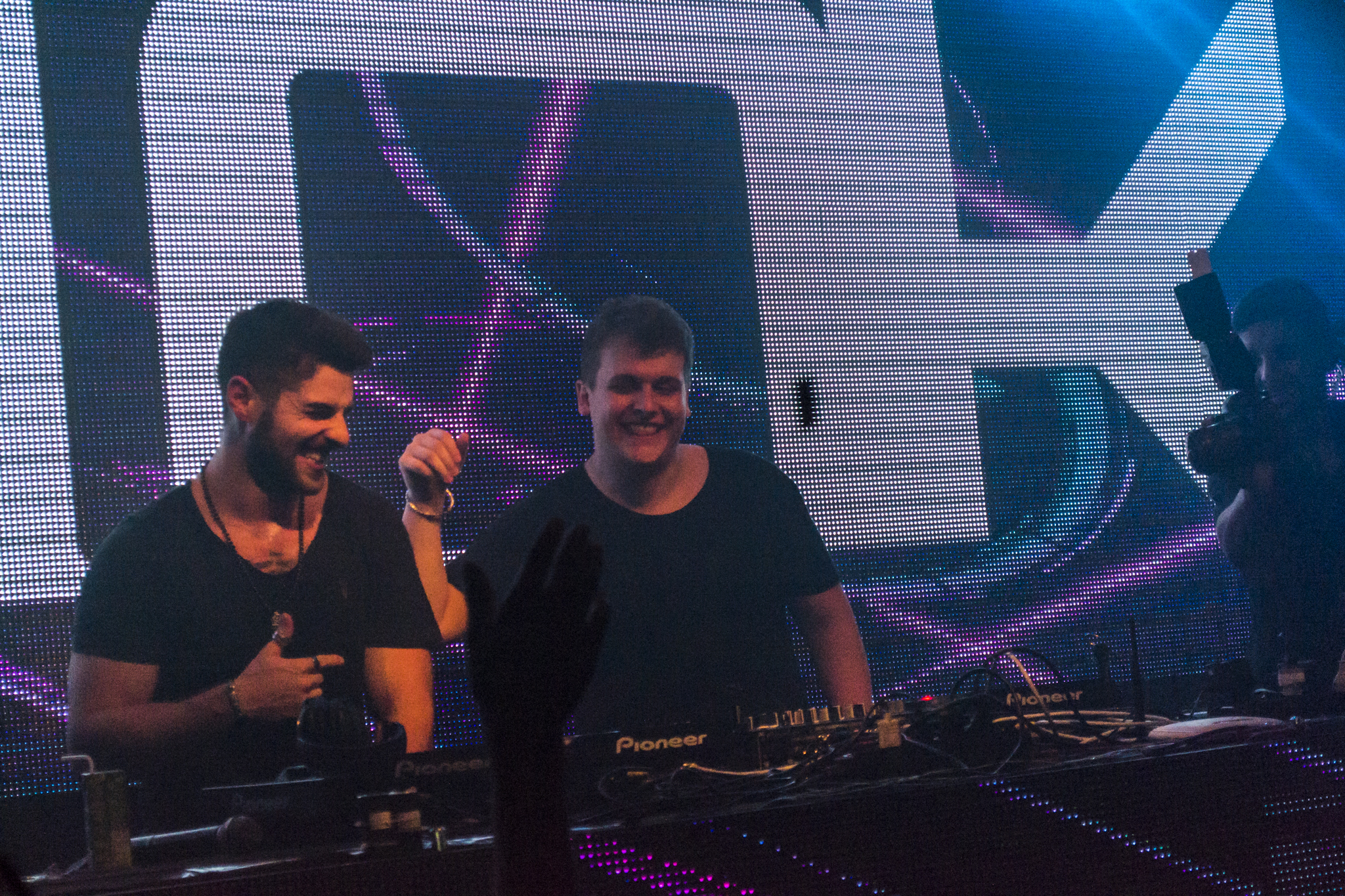
Alok e Bruno Martini em dezembro de 2016.

Em 23 de setembro de 2016 foi lançada de forma independente o single "Somewhere to Go" com participação de Stryder, nome artístico de Mayra Arduini no iTunes.
Martini ao produzir o EP do Marcos Zeeba, os dois compuseram a canção "Hear Me Now", que originalmente soava como rock/indie. A faixa foi mostrada para Alok que ajudou na produção da mesma, migrando para o deep house. Em 21 de outubro de 2016, Alok lançou a música como single juntamente com o videoclipe no canal da Spinnin' Records no Youtube. Em apenas um mês, a música alcançou a primeira posição de vendas no iTunes no Brasil, além de ser alcançar o topo de reproduções na plataforma digital Spotify no país, com 250 mil execuções diárias, e ter 10 milhões views no Youtube. Depois, a canção alcançou o top 50 mundial do Spotify, no 47º lugar além de consagrar Alok como o primeiro artista brasileiro a conseguir mais de 100 milhões de audições na plataforma. A canção chegou a posição #8 na parada de singles da Noruega, #11 na Suécia e #20 na tabela americana de eletrônica da Billboard. Ela foi certificada como disco de platina na Itália pela Federazione Industria Musicale Italiana (FIMI).
Em 17 de fevereiro de 2017, Bruno assinou contrato com a Universal Music Group para seu trabalho ser lançado a nível internacional por meio do selo Aftercluv, e pela Universal Music Sweden, divisão da gravadora na Suécia. Em entrevista, Luis Estrada diretor executivo da Aftercluv, disse que Martini é um dos artistas mais proeminentes dos últimos anos e que "seu som único e inovador, uma mistura de rock indie, alternativo e dance music, é um sopro de ar fresco no mundo musical." Segundo ele, para este novo trabalho ele espera surpreender as pessoas, desenvolvendo algo novo, porém cita que grande parte das músicas terá vocal de sua amiga Mayra Arduini. "Living on the Outside" foi lançada em 7 de abril de 2017 no iTunes e no Spotify.
Em 04 de dezembro de 2020, a cantora norte-americana Lady Gaga lançou um remix de sua música "911" produzido por Martini. Bruno comentou que a equipe da cantora entrou em contato com ele afirmando que Gaga havia requisitado um remix feito pelo artista. Sobre a colaboração, Martini comentou: "Quando entraram em contato comigo [...] nem soube o que falar. Ela é uma das maiores artistas que temos no mundo. Ela é uma referência para todo mundo. Fiquei contente por ela ter lembrado do meu trabalho".
No dia 12 de março de 2021, Bruno lançou em todas as plataformas digitais o álbum Original, contendo 17 faixas com diversas colaborações, incluindo o músico mexicano Jorge Blanco; as brasileiras IZA, Luíza Sonza, Mayra Arduini e Carol Biazin; além da cantora britânica Becky Hill e da franco-senegalesa Diarra Sylla.

## Discografia

### Álbuns

#### Álbum de estúdio
| Título   | Detalhes                                                                                   |
| -------- | ------------------------------------------------------------------------------------------ |
| Original | - Lançamento: 12 de março de 2021 - Gravadora: Universal Music - Formato: Download digital |

#### Extended plays(EP)
| Título        | Detalhes                                                                                      |
| ------------- | --------------------------------------------------------------------------------------------- |
| Live Sessions | - Lançamento: 22 de setembro de 2017 - Gravadora: Universal Music - Formato: Download digital |
| The Cure      | - Lançamento: 29 de junho de 2018 - Gravadora: Universal Music - Formato: Download digital    |

### Singles

#### Como artista principal
| Canção                                                                          | Ano  | Melhores posições | Melhores posições | Melhores posições | Melhores posições | Melhores posições | Melhores posições | Melhores posições | Melhores posições | Melhores posições | Melhores posições | Certificações        | Álbum                |
| Canção                                                                          | Ano  | BRA               | ALE               | AUT               | DIN               | FIN               | FRA               | HOL               | NOR               | SUE               | USA Dance         | Certificações        | Álbum                |
| ------------------------------------------------------------------------------- | ---- | ----------------- | ----------------- | ----------------- | ----------------- | ----------------- | ----------------- | ----------------- | ----------------- | ----------------- | ----------------- | -------------------- | -------------------- |
| "Hear Me Now" (com Alok com participação de Zeeba)                              | 2016 | 54                | 50                | 40                | 40                | 14                | 17                | 57                | 8                 | 11                | 20                | - : Ouro - : Platina | Não incluso em álbum |
| "Somewhere to Go" (com participação de Stryder)                                 | 2016 | —                 | —                 | —                 | —                 | —                 | —                 | —                 | —                 | —                 | —                 |                      | Não incluso em álbum |
| "Living on the Outside"                                                         | 2017 | —                 | —                 | —                 | —                 | —                 | —                 | —                 | —                 | —                 | —                 |                      | Não incluso em álbum |
| "Never Let Me Go" (com Alok com participação de Zeeba)                          | 2017 | 87                | —                 | —                 | —                 | —                 | —                 | —                 | —                 | —                 | —                 |                      | Não incluso em álbum |
| "Sun Goes Down" (com participação de Isadora)                                   | 2017 | 87                | —                 | —                 | —                 | —                 | —                 | —                 | —                 | —                 | —                 |                      | This Is Aftercluv    |
| "Road" (com Timbaland e participação de Johnny Franco)                          | 2017 | —                 | —                 | —                 | —                 | —                 | —                 | —                 | —                 | —                 | —                 |                      | Não incluso em álbum |
| "With Me" (com participação de Zeeba)                                           | 2018 | —                 | —                 | —                 | —                 | —                 | —                 | —                 | —                 | —                 | —                 |                      | Não incluso em álbum |
| "Sou Teu Fã" (com Dennis DJ com participação de Vitin)                          | 2018 | —                 | —                 | —                 | —                 | —                 | —                 | —                 | —                 | —                 | —                 |                      | Não incluso em álbum |
| "Savages" (com Sunnery James & Ryan Marciano com participação de Mayra)         | 2018 | —                 | —                 | —                 | —                 | —                 | —                 | —                 | —                 | —                 | —                 |                      | Não incluso em álbum |
| "Morena" (com Vitor Kley)                                                       | 2018 | 66                | —                 | —                 | —                 | —                 | —                 | —                 | —                 | —                 | —                 |                      | Adrenalizou          |
| "The Middle (Remix)"                                                            | 2018 | —                 | —                 | —                 | —                 | —                 | —                 | —                 | —                 | —                 | —                 |                      | Não incluso em álbum |
| "Youngr" (com participação de Shaun Jacobs)                                     | 2018 | —                 | —                 | —                 | —                 | —                 | —                 | —                 | —                 | —                 | —                 |                      | Não incluso em álbum |
| "Penso em Você" (com participação de Fiuk)                                      | 2019 | —                 | —                 | —                 | —                 | —                 | —                 | —                 | —                 | —                 | —                 |                      | Não incluso em álbum |
| "Gone Too Long" (com Cat Dealers e Joy Corporation)                             | 2019 | —                 | —                 | —                 | —                 | —                 | —                 | —                 | —                 | —                 | —                 |                      | Não incluso em álbum |
| "Penso em Você" (com participação de Fiuk)                                      | 2019 | —                 | —                 | —                 | —                 | —                 | —                 | —                 | —                 | —                 | —                 |                      | Não incluso em álbum |
| "Shameless" (com Sunnery James & Ryan Marciano com participação de Mayra)       | 2019 | —                 | —                 | —                 | —                 | —                 | —                 | —                 | —                 | —                 | —                 |                      | Não incluso em álbum |
| "L'Amour Toujours" (com Mayra e Di Fabianno)                                    | 2019 | —                 | —                 | —                 | —                 | —                 | —                 | —                 | —                 | —                 | —                 |                      | Não incluso em álbum |
| "Bend The Knee" (com participação de Iza e Timbaland)                           | 2020 | 59                | —                 | —                 | —                 | —                 | —                 | —                 | —                 | —                 | —                 |                      | Não incluso em álbum |
| "—" denota singles que não entraram nas paradas ou não foram lançados no local. |      |                   |                   |                   |                   |                   |                   |                   |                   |                   |                   |                      |                      |

#### Como artista convidado
| Título                                                | Ano  | Álbum                |
| ----------------------------------------------------- | ---- | -------------------- |
| "Champagne" (Mayra com participação de Bruno Martini) | 2017 | Não incluso em álbum |
| "911 (Bruno Martini Remix)"                           | 2020 | Não incluso em álbum |

## Discografia de produção
| Ano  | Artista      | Álbum          | Detalhes             |
| ---- | ------------ | -------------- | -------------------- |
| 2011 | College 11   | College 11     | Produtor, compositor |
| 2014 | College 11   | Que Talento!   | Produtor, compositor |
| 2016 | Marcos Zeeba | So Complicated | Produtor, compositor |
| 2017 | Marcos Zeeba | Beautiful Life | Produtor, compositor |